# Elysia chlorotica
Elysia chlorotica je druh plže, který prolomil hranici mezi rostlinami a živočichy tak, jak byla známa. Žije na pobřeží Atlantského oceánu (Kanada a USA).
Malí plži jsou hnědí s červenými skvrnami. Postupně ale zezelenají díky chlorofylu získanému tzv. „kleptoplastií“ (odnětím kompletních chloroplastů původnímu hostiteli) ze zelených řas tvořících jejich potravu. Chloroplasty totiž nestráví, ale oddělí od ostatní potravy a nepoškozené přesunou do svých buněk.
Přestože plži nedokážou vytvářet nové chloroplasty, dokáží již získané udržet funkční až 10 měsíců a v případě nedostatku potravy přežít jen z chloroplasty syntetizovaného cukru. Plž se tedy může živit řasami nebo fotosyntézou získanými cukry.
Znaky rostlin i živočichů nesou i zástupci Euglenophyt, např. Euglena viridis, patřící mezi jednobuněčné organismy.